# Макарій (Невський)
Мака́рій Не́вський (в миру Михаїл Невський, при народженні Парвіцький; 1 жовтня 1835, село Шапкіно, Ковровський повіт, Володимирська губернія — 1 березня 1926, село Котельники, Московський повіт, Московська губернія) — єпископ Відомства православного сповідання Російської імперії; Митрополит Московський і Коломенський (1912–1917), митрополит Алтайський (з 1920). Відомий місіонер, «апостол Алтаю».

## Біографія
Народився в багатодітній (був шостою дитиною) і дуже бідній родині Андрія Парвіцького, паламаря храму Різдва Пресвятої Богородиці в селі Шапкіно Ковровського повіту Володимирської губернії. Мати майбутнього митрополита була сестрою протоієрея Іоана Рождественського. Злидні і бажання стати дяком змусили Андрія Парвіцького переселитися в 1843 році разом з родиною в Тобольськ.
Закінчив Тобольське духовне училище, Тобольська духовну семінарію (1854). Прізвище Невський Михайлу присвоїли в семінарії — в той час семінаристам нерідко змінювали прізвища. Відмовився від вступу в Духовну академію, на що міг розраховувати як другий за успішністю семінарист на своєму курсі, щоб зайнятися місіонерською діяльністю.
Почесний член Казанської духовної академії (1895), Петербурзької духовної академії (1913).

### Місіонер Алтайській духовної місії
22 лютого 1855 року вступив на службу в Алтайську духовну місію як вчитель і місіонерський співробітник. Зразком місіонерського служіння завжди вважав засновника місії архімандрита преподобного Макарія Глухарьова, подвиг якого наслідував. У 1855-1857 роках служив дяком в Улалінській церкві. За власними спогадами,

виконував обов'язки читця, супроводжував місіонерів у подорожах, займався у школі, ходив по домівках для навчання навернених молитвам, доглядав за хворими, не гребував і важкю фізичною працею: копав грядки на городах, обмазував глиною стіни убогих осель мешканців місії, словом, йшов усюди, де для справи місії потрібна була його праця.

Окрім того, протягом двох років вивчив алтайську мову займався перекладами нею молитов і богослужінь спільно з перекладачем Михайлом Чевалковим. При цьому ієромонах Макарій,

щоб підшукати і ввести у вжиток який-небудь новий термін, нерідко навмисне відправлявся на декілька тижнів і навіть місяців у віддалені глушини Алтаю і тільки шляхом довгих, багатьох бесід з різними інородцями, після переконання, що для позначення відомого християнського поняття підходить і для всіх інородців зрозуміло той, а не інший вираз, приходив до прийняття і вживання відомого терміну.

25 січня 1857 року був пострижений в рясофор, виконував обов'язки катехізатора в Чулишмані, був учителем церковного співу в місіонерських школах сіл Чемали і Улали. 11 березня 1861 пострижений в чернецтво з ім'ям Макарій (по імені засновника Алтайській місії). З 17 березня 1861 року — ієродиякон, з 19 березня того ж року — ієромонах (був висвячений в похідній церкві Алтайської місії). Поряд з місіонерською роботою займався медичною діяльністю, відомі випадки зцілення ним важко хворих алтайців.
Багато працював над влаштуванням нової православної святині на Алтаї — Благовіщенського Чулишманського місіонерського чоловічого монастиря. З 14 листопада 1864 року — намісник цього монастиря. Так згадував про особливості праці місіонера:

Служіння місіонерське, як служіння апостольське, переважно є низкою скорбот, хвороб і праць… Ми не говоримо про труднощі місіонерських подорожей, які доводиться долати рідко в екіпажі, ніколи у вагоні, але нерідко пішки, на лижах, часто верхом, на човні, під дощем, іноді в снігову заметіль, все це — хвороби і праці для тіла. Але є страждання великі — страждання душі. Місіонер — страждалець, він страждає душею на початку своїх робіт від середовища, в яке потрапляє, там немає ні рідної сім'ї, ні рідного суспільства, ні звичної для нього життєвої обстановки.

Щоб зблизитися з корінними жителями, Макарій вивчfв алтайські мови, досконально ознайомився з місцевими звичаями. У 1864 і в 1867-1868 роках перебував у Петербурзі, де займався друкуванням складеної ним першої «Алтайської абетки» і православних книг алтайською мовою. Серед цих книг були «Літургія святого Івана Золотоустого», «Священна історія Нового Заповіту», «Виголошувальні повчання для тих, хто готується до святого хрещення», «Євангелія недільні, ранкові та святкові» та ряд інших. Це були перші книги, видані алтайською мовою. Склав і видав «Алтайсько-російську абетку» (1868). У 1868-1869 роках спільно з казанським професором Миколою Ільмінським і хрещеним алтайцем Чевалковим готував до друку складену алтайськими місіонерами першу граматику алтайської мови. Для алтайців-мирян написав збірку власних духовних віршів «Лепта».
Був обраний членом Ради перекладацького Братства святого Гурія (Казань). Під час перебування в Казані організував богослужіння татарською мовою, створивши хор з хрещених татар і створивши для нього церковні наспіви за зразком алтайських.
Повернувшись на Алтай, організував в Чепоші училище на сімдесят чоловік з гуртожитком для підготовки вчителів для інших шкіл, перший випуск яких відбувся в 1872 році. З 29 липня 1871 року — ігумен. З 1875 — завідувач Центральним місіонерським училищем в селі Улали, яке готувало вчителів, перекладачів, священнослужителів, катехізаторів. З 13 березня 1875 — помічник начальника Алтайської духовної місії. З 1876 одночасно член комісії з розгляду рукописів, що призначаються до видання на алтайською мовою. З 29 червня 1883 року — архімандрит.

### Начальник Алтайської духовної місії
З 29 грудня 1883 року — начальник Алтайської духовної місії (був ним до 1891 року, але і в наступні роки здійснював піклування справами місії). За багаторічні місіонерські праці його називали «апостолом Алтаю» і «Сибірським стовпом Православ'я».
Відіграв значну роль в становленні і розвитку Бійського катехізаторського училища, в якому здобували освіту представники різних народностей як Алтаю, так і Томської єпархії в цілому: алтайці, телеутами, шорці, абінці, матурці, сагайці, киргизи, остяки з Наримського краю. Удостоєний найвищої подяки від родини Миколи II у справі церковного і шкільного будівництва в Сибіру. Під керівництвом Макарія Невського складався дитячий притулок і будинок працьовитості в Предтеченської жіночому монастирі Томська. Його зусиллями при Алтайській місії було відкрито понад 60 шкіл для алтайців, заснований жіночий Телецький монастир.
Займався боротьбою проти старообрядництва: при ньому в Бійську в 1884 році було засноване «протираскольницьке» братство святого Димитрія Ростовського. Конфлікт єпископа Макарія зі старообрядцями носив гострий характер: на старообрядців покладалася відповідальність за пожежу 22 травня 1886 року в архієрейському будинку, в результаті якої згоріли будинок з цінною бібліотекою і архівом місії і катехізаторське училище.
У 1908 році зробив капітальну працю перекладу на алтайську мову всього четвероєвангелія. Його катехізисні праці неодноразово перевидавалися. Чутка про місіонерську діяльність отця Макарія розійшлася далеко за межі Росії. Ним була вихована ціла школа алтайських місіонерів. У 80-х роках XIX століття про його місіонерські праці стало відомо обер-прокурору Святійшого синоду Костянтину Побєдоносцеву, а через нього імператору Олександру III. Коли до отця Іоанна Кронштадтського приїжджали сибіряки, то він говорив їм: «Що ви до мене їздите, адже у вас є свій Макарій, який кращий за мене молитовник».

### Томський архієрей

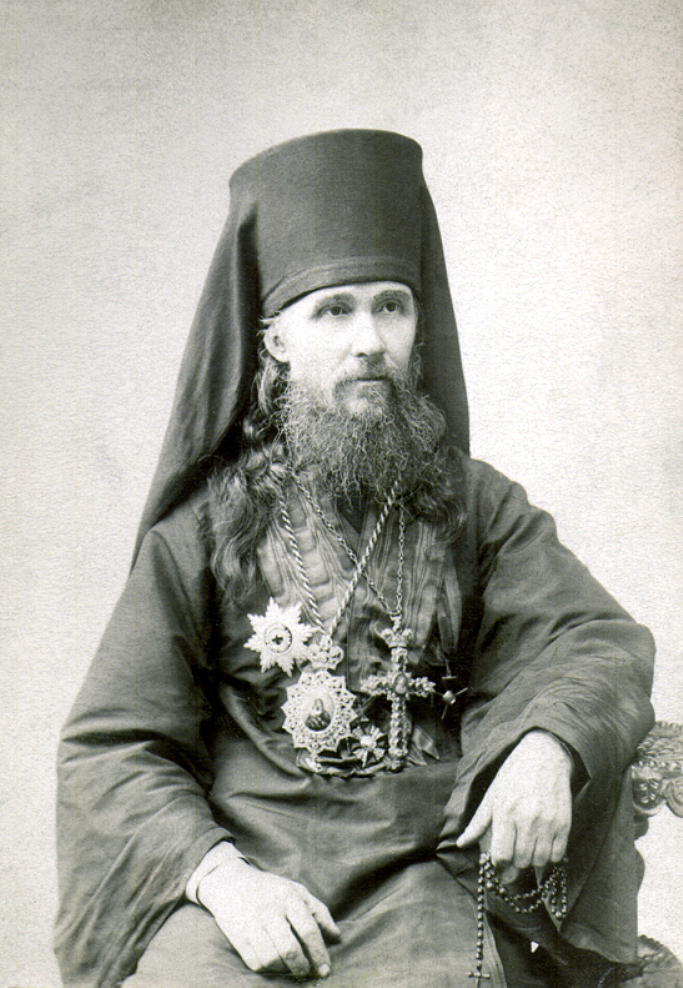
Єпископ Бійський Макарій

З 12 лютого 1884 року — єпископ Бійський, вікарій Томської єпархії.
З 26 травня 1891 року — єпископ Томський і Семипалатинський. З 1895 — єпископ Томський і Барнаульський. 6 травня 1906 возведений в сан архієпископа. З жовтня 1908 — архієпископ Томський і Алтайський.
Був головою томського комітету Православного місіонерського товариства. Відкрив у архієрейському будинку бібліотеку, в якій велися заняття і читалися лекції з богослів'я, історії, географії. При ньому в програму томських духовно-навчальних закладів були введені нові предмети — космографія, гігієна, природна історія, хімія, музика, спів, малювання.
Була збудована нова будівля Томського єпархіального училища, розширені приміщення чоловічого духовного училища, у великому і зручному приміщенні була розміщена Томська духовна семінарія, відкрита церковно-учительська школа. Владика займався благодійністю, для позаштатних і сиріт духовного звання, що до цього тулилися в сирих і холодних приміщеннях, заснував Томське товариство піклування про бідних і бездомних («Пчєльнік»). За його ініціативою в Томську був відкритий міський притулок для бездомних і жебраків.
Його діяльність викликала ненависть в середовищі місцевих сектантів і засланців революціонерів. Кілька разів його намагалися вбити, а 22 травня 1886 року було підпалено архієрейський будинок, згоріли бібліотека, архів місії, будівля катехізаторського училища, проте єпископ Макарій зумів урятуватися.
У роки революції 1905—1907 років він проявив себе як монархіст і охоронець традицій, сприяв монархічним організаціям і був почесним головою Томського губернського відділу Спілки російського народу. 1 січня 1905 року в сторінках «Томських єпархіальних відомостей» він виступив із застереженням проти ломки російських державних підвалин і «звичаїв доброї російської старовини»:
 Нині старі російські прекрасні звичаї вилучаються з ужитку, як старі цінні меблі виносяться з дому тільки тому, що вони старі, не відповідають останній моді, і замінюються новомодними, хоча й часто вельми нестійкими. При цьому справжнє золото замінюється несправжнім, міцний матеріал — слабким. Нерозбірливою зміною звичаїв розхитують підвалини нашої Батьківщини. Бажають здійснити ломку статутів, звичаїв і порядків церковного, суспільного і державного життя, хочуть робити це все в ім'я якихось своїх нових світоглядів. — Про зберігання заповітів старовини
Постійна ідея друкованих та усних виступів владики в ці роки — єднання росіян на основі ідеалів православ'я, самодержавства і народності. Ці ідеали він проповідував під час своїх частих поїздок по єпархії та зустрічей з віруючими і кліром. У жовтні 1905 року єпископ Макарій звернувся зі словом настанови та благословив виступ томських монархістів, що призвело до розгрому місцевих антидержавних сил. Владика надавав моральну підтримку кандидатам від монархічних партій під час виборів до Державної думи.
19 серпня 1912 року за сприяння Макарія в Томську відбулося відкриття патріотичної газети «Томський вісник». Її статті з різних питань суспільного і церковного життя неодноразово публікували «Московські відомости». «Освободительная печать» публікувала пасквілі на «мракобіса Макарія».

### Митрополит Московський і Коломенський

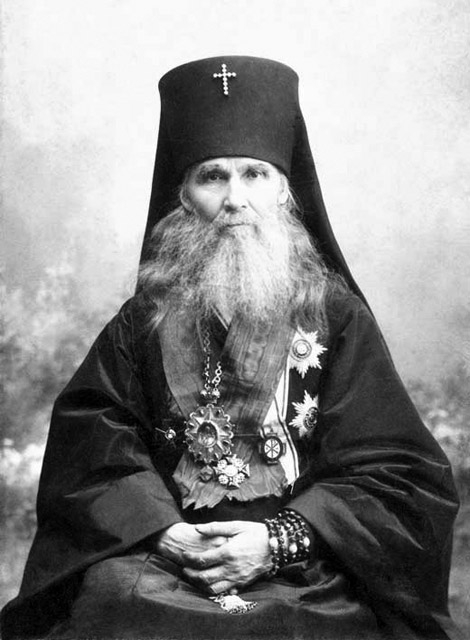

25 листопада 1912 призначений митрополитом Московським і Коломенським, священноархімандритом Троїцько-Сергієвої лаври, головою Православного місіонерського товариства; член Святійшого синоду. Прибув до Москви 22 грудня 1912 року; 23 грудня очолив Московську митрополію.
При рескрипті від 25 травня 1913 року був нагороджений панагією. При прибутті імператора Миколи II в Москву на торжества зустрічав його та його сім'ю в Троїцько-Сергієвій лаврі 24 травня 1913 року, при вступі в Кремль в той же день і при вході в Успенський собор 25 травня, виголошуючи короткі вітальні промови.
Вводив у храмах Москви загальний народний спів, займався катехизацією пастви, переконуючи слідувати своєму прикладу московських пастирів. Людина скромного життя і суворий аскет, митрополит Макарій намагався повернути церковне життя передреволюційної Москви в русло благочестя. Однак, незважаючи на свої колишні місіонерські заслуги, великим авторитетом серед духовенства Москви не користувався через похилий вік, консервативні погляди, а також чутки про те, що був призначений на Московську кафедру завдяки Григорію Распутіну (митрополит спекуляції такого роду вважав вигадкою).
Протопресвітер Георгій Шавельський, колишній член Синоду в передреволюційні роки, перебуваючи в еміграції, давав йому таку характеристику:

«Це був маленький, благовидий дідок, зовнішнім виглядом нагадував знаменитого митрополита Філарета Дроздова, а за своїми здібностями діаметрально протилежний йому. Він був абсолютно не здатний ні до управління відповідальною Московською єпархією, ні до участі у вирішенні Синодських справ. Єпархією правили інші — хто хотів і хто вмів увійти в його довіру. Митрополит під час доповідей своїх підлеглих часто засинав, і доповідач, не сміючи порушити мирний сон владики, ні з чим ішов від нього. У Синоді в його присутності часто-густо провалювали одне за іншим його уявлення і клопотання, і він мовчки приймав цей конфуз. <…> Царське Село дивилося на митрополита Макарія як на праведника. А ті, що близько знали митрополита Макарія, рішуче стверджували, що він у великій дружбі з Григорієм Распутіним».

Микола Жевахов, навпаки, згадував:

«Великий подвижник, що здобував славу святого, митрополит Макарій настільки різко виділявся на загальному тлі ієрархів, стояв уже на такій духовній висоті, що до нього стікався народ так само, як в минулому до преподобногоСерафима або Амвросія Оптинського, і високий сан митрополита вже не відлякував простаків, не затуляв собою Бога… і дивлячись на владику Макарія, оточеного небесною славою і так разюче нагадував іншого великого молитовника землі Руської — Іоанна Кронштадтського, я дивувався милосердю Божому, який показав у наші дні беззаконня таких праведників».

2 березня 1917 року в покоях митрополита відбулося приватне зібрання членів Синоду та представників столичного духовенства, на якому члени Синоду визнали за необхідне негайно встановити зв'язок з Виконавчим комітетом Державної думи, тобто Синод визнав Тимчасовий уряд ще до зречення Миколи II свого престолу, яке відбулося в ніч з 2 на 3 березня.
9 березня підписав, в числі інших архієреїв, послання Синоду «До вірних чад православної російської церкви з приводу пережитих нині подій», яке починалося словами: «Відбулася воля Божа. Росія вступила на шлях нового державного життя. Нехай Господь благословить нашу батьківщину щастям і славою на її новому шляху». Тим самим Синод фактично визнав державний переворот правомірним, офіційно проголосив початок нового державного життя Росії, а революційні події оголосив як доконану «волю Божу».
Ухвалою Святійшого синоду від 20 березня 1917 року № 1661 був звільнений з Московської кафедри, у званні члена Святійшого синоду. На наступну, літню сесію Синоду 1917 року не викликався. Виступив з протестом проти свого звільнення, вважаючи його неканонічним, вчиненим під тиском обер-прокурора Синоду (в складі Тимчасового уряду) Володимира Львова.

### Останні роки життя
Однак на кафедрі митрополит Макарій відновлений не був, хоча і оголосив про заборону в священнослужінні членів єпархіального з'їзду і навіть всього московського духовенства (ніхто цій забороні не підкорився). У 1917 році деякий час жив на спокої в Смоленській Зосимовій пустині, а потім був засланий в підмосковний Ніколо-Угрешський монастир. Щоб принизити владику, йому була дана жалюгідна конячка з брудним екіпажем, в якому його і відправили до місця ув'язнення.
У червні 1917 року на московську кафедру єпархіальним з'їздом духовенства і мирян був обраний архієпископ Тихон, який в листопаді того ж року став Патріархом Московським і всієї Русі.
Звернувся до Помісного собору 1917-1918 років з проханням розглянути його справу — на соборі він був реабілітований, але про це не було повідомлено офіційно. Крім того, публічна реабілітація переконаного монархіста і нібито «распутінця» була на той момент політично неможливою.
Після приходу до влади більшовиків Макарій намагався за допомогою протоієрея Іоанна Восторгова організувати порятунок царської сім'ї, що була ув'язнена.
У 1918 році келію митрополита Макарія в Ніколо-Угрешському монастирі двічі обшукували чекісти (20 липня і 20 жовтня). У владики було вилучено його звернення до населення з закликом молитися за упокій душі імператора Миколи II, а також проект створення Союзу парафіяльних спільнот і «Заклик» до народу з приводу дня пам'яті патріарха Гермогена, в якому народ закликався «повстати на захист Святої Церкви від насильства більшовиків».
Владику заарештували, відправивши у ВЧК, але через деякий час через побоювання масових селянських заворушень на захист Угрешського затворника його змушені були звільнити. Трохи пізніше була зроблена спроба таємно вивезти старця з монастиря і розстріляти.
За спогадами ігумені Іуліанії Невакович, тоді старшої сестри храму Христа Спасителя:

Взимку 1919 року в Храмі Христа Спасителя до столика сестер храму підійшов молодий чоловік і звернувся з проханням допомогти митрополиту Макарію. Зі слів його ми дізналися, що митрополит, якому було дозволено, не знаю ким, жити в колишньому архієрейському будинку монастиря Ніколо-Угрешу, жив, паралічний, в неопалюваних кімнатах, з двома відданими йому келейниками, з яких один був ієромонахом. Всі вони троє не мали права на продовольчі картки і голодували. Монастир же був перетворений на дитячий будинок відпочинку.
Завжди енергійний ключник Храму Христа Спасителя о. Олександр Хотовицький негайно влаштував для митрополита збір продуктів, тобто чорного хліба і пшона, — нічого іншого в цей час не було. Але тут постало питання, як ці продукти доставити? Потрібно було йти туди пішки, поїзди майже не ходили, та і їхати в них було небезпечно: вас могли прийняти за так званого «мішечника» і заарештувати. Монастир був далеко від залізниці. Але знайшлися молоді люди з іподияконів, і стали вони ходити по черзі з молодими людьми громади о. Олексія Мечева. Поверталися всі вони в захваті від митрополита, якого возили в кріслі. Дух митрополита міцнів. Звиклий вести молодь в Томську, звідки вийшло безліч архіпастирів і пастирів для Сибіру, у владики був особливий дар привертати до себе молодь.

19 серпня 1920 Священний синод виніс ухвалу про довічне буття митрополиту Макарію, що перебував на спокої — митрополитом Алтайським, про що патріарх Тихон сповістив його особистим листом. Керував Алтайською паствою з Ніколо-Угрешського монастиря, по неділях служив в соборі монастиря і виголошував проповіді.

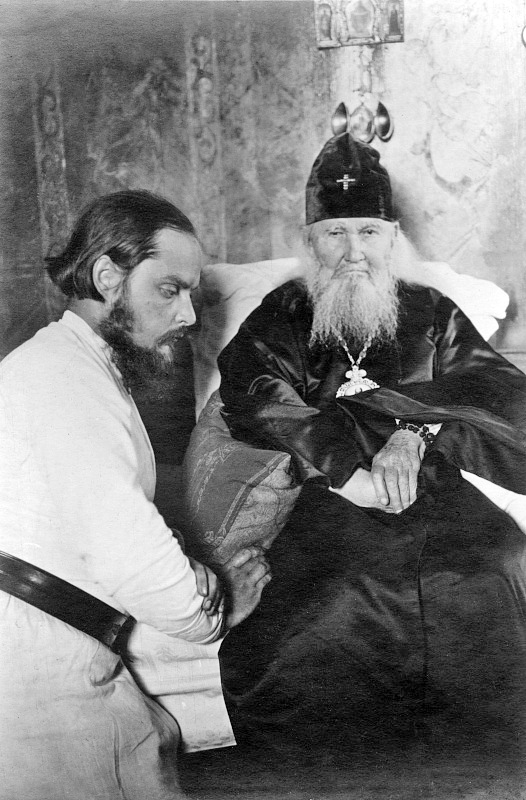
Сергій Мечьов у митрополита Макарія в Ніколо-Угрешському монастирі. 1924

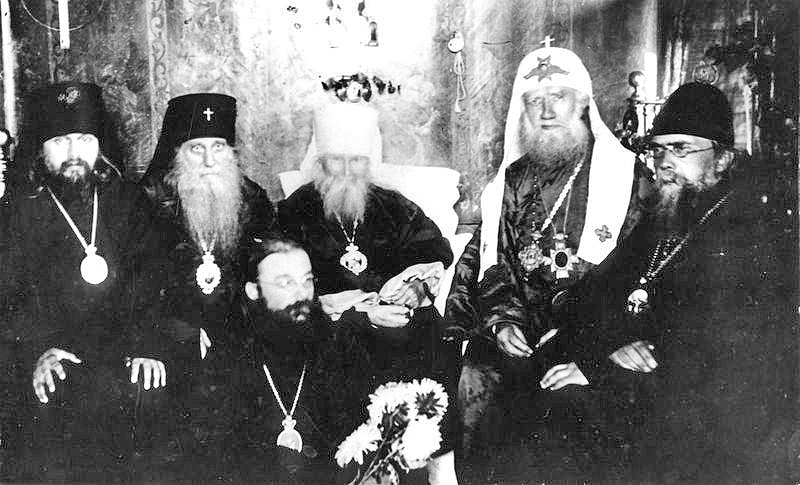
Зліва направо: єпископ Серпуховський Арсеній Жаданівський, архієпископ Бійський Інокентій Соколов, з квітами — єпископ Волоколамський Феодор Поздеєвський, митрополит Макарій, патріарх Тихон і єпископ Звенигородський Микола Добронравов в Ніколо-Угрешському монастирі.

У 1920 році був частково паралізований. Приймав у себе духовних чад (зокрема, вихованок інституту шляхетних дівчат у Ніколо-Угрешському монастирі), а також відомих церковних діячів. Кілька разів його відвідував патріарх Тихон, після затвердження Патріаршим місцеблюстителем в 1925 році до нього приїхав митрополит Петро Полянський, якому митрополит Макарій подарував свій білий клобук. Серед інших відвідувачів були архієпископ Бійський Інокентій Соколов, єпископ Арсеній Жаданівський, який залишив про нього мемуари, священик Сергій Мечьов.
Олександр Самарін в листі, датованому травнем 1924 року, згадує про спробу ГПУ створити правий розкол в Патріаршій церкві, скориставшись невдоволенням віруючих поступками патріарха Тихона владі, до яких ті його посилено схиляли:

"Єпископів стали запрошувати в ГПУ і пропонувати їм "організувати здорову консервативну течію в церкві «з огляду на те, що Патріарх своїми розпорядженнями про поминання влади і про реформу календаря відштовхнув від себе віруючих. Між іншим колишньому Московському митрополиту Макарію, розбитому паралічем і прикованому до крісла, але все ще такого, що зберігає ясність свідомості, було запропоновано „взяти у свої руки управління церквою“, так як він, незаконно позбавлений кафедри обер-прокурором Львовим, має на це повне право», але митрополит Макарій відмовився.

У 1925 році, після закриття Ніколо-Угрешського монастиря, жив у селі Котельники поблизу Люберець, де і помер після звершення вечірні на святкування пам'яті священномученика патріарха Гермогена . Був похований на парафіяльному цвинтарі станції Люберці біля вівтаря цвинтарного храму.
Князь Микола Жевахов писав: «Покійний митрополит Макарій був одним з небагатьох ієрархів, які знали, що Господь сильніше більшовиків і врятує тих, що залишилися вірними Господу і своїй вірі в силу Божу. І ця віра творила чудеса, перед якими упокорювалися і не могли не змиритися слуги диявола. Дев'ятирічна боротьба немічного 90-річного старця з більшовиками незмінно закінчувалася перемогою старця і славослів'ям Господа, точно вказуючи на досвіді найнемічнішого тілом і найстаршого роками ієрарха церкви ті знаряддя, за допомогою яких потрібно було вести боротьбу з сатаністами і перемагати їх».
16 квітня 1957 року патріарх Алексій заснував комісію, яка розкрила могилу митрополита. Труна майже вся зруйнувалася — збереглася лише нижня дошка, але тіло і облачення святого виявилися нетлінними. Знайдені мощі були перенесені в Троїцько-Сергієву лавру і покладені в нижній частині Успенського собору.. 31 серпня 2016 року вони були перенесені в Горно-Алтайськ і покладені в храмі преподобного Макарія Алтайського Глухарьова (до завершення будівництва кафедрального собору).

## Праці
- Слова, беседы, поучения, речи и воззвания. Вып. 1-2. — Томск, 1895, 1898.
- Простые речи о великих делах Божиих. Вып. 1-2. — Томск, 1900.
- Беседы о христианской жизни и воспитании. — СПб., 1902.
- Образование, права и обязанности женщины. — СПб., 1902.
- Простые речи о великих делах Божиих. — Томск, 1900.
- Полное собрание проповеднических трудов (слов, бесед, поучений, посланий, воззваний и наставлений), за все время его служения в архиерейском сане 1884—1913 гг. — Сергиев Посад, 1914.
- Письма к духовной дочери. — Сергиев Посад, 1915.
- Не отчаиваюсь в Божией помощи : Сб. писем / сост., [авт. вступ. ст.] Г. Г. Гуличкина. — М. : Изд-во Сретенского монастыря, 2008. — 472 с. — (Письма о духовной жизни). — ISBN 978-5-7533-0179-6.